# Сейсмічність Таджикистану
Територія Таджикистану належить до області підвищеної сейсмічності.

## Загальна характеристика
На території Таджикистану виділені зони 3 категорій:
- 9-бальна зона — охоплює райони південної частини Гіссарського хребта, південної частини Ферганської западини та північний Памір;
- 8-бальна зона — райони Центрального Таджикистану, південного Паміру і північно-східної частини Таджицької депресії;
- 7-бальна зона — охоплює південно-західну частину Таджицької депресії.

Найбільші осередки землетрусів фіксуються на глибині до 40 км.
На Памірі і Гіндукуші щорічно реєструється понад 1500 підкіркових землетрусів з гіпоцентрами у верхній мантії на глибині 80-400 км.
У середньому в Таджикистані менш ніж раз на 4 роки відбувається один сильний землетрус, 1 раз в 10-15 років — руйнівний.

## Землетруси XXI століття

### 2015
7 грудня, о 12:50 (за місцевим часом), в Таджикистані стався сильно помірний (за шкалою інтенсивності МSK-64) землетрус магнітудою 6,0 балів (за шкалою Ріхтера). За уточненими даними Геофізичної служби Національної академії наук Таджикистану, інтенсивність поштовхів в епіцентрі землетрусу досягала 8,0 балів (за шкалою MSK-64). Епіцентр землетрусу розташовувався за 357 км на південний схід від міста Душанбе та за 22 км від памірського високогірного озера Сарез. За даними МНС Таджикистану, повідомлень про руйнування та жертви землетрусу — не надходило.

### 2017
22 березня у Таджикистані стався землетрус магнітудою 5,1 балів (за шкалою Ріхтера). За повідомленням Геологічної служби США (USGS), епіцентр землетрусу розташовувався за 33 км на північний схід від населеного пункту Шугнан. Гіпоцентр землетрусу залягав на глибині 24,3 км.

### 2021
10 липня, о 07:12 за місцевим часом (05:12 за київським), на території Таджикистану стався сильно помірний (за шкалою інтенсивності МSK-64) землетрус магнітудою 6,4 балів (за шкалою Ріхтера). За даними Геофізичної служби Національної академії наук Таджикистану, епіцентр землетрусу знаходився на відстані 165 км на північний схід від міста Душанбе та за 21 км на схід від Гарма. Гіпоцентр землетрусу залягав на глибині 40 км. В результаті землетрусу загинуло п'ятеро осіб.

### 2023
23 лютого, о 05:37 ранку (за місцевим часом) або о 02:37 (за київським часом), на кордоні Таджикистану та Китаю стався землетрус магнітудою 7,2 Mw, — про це повідомив Китайський сейсмологічний центр. Водночас Європейський середземноморський сейсмологічний центр (EMSC) зафіксував спершу 7,1 бала, але пізніше знизив показник до 6,8 Mw. Геологічна служба США (USGS) також повідомила про 6,8 бала Mw. Епіцентр землетрусу знаходився за 66 км від населеного пункту Мургаб у Таджикистані (10,8 тис осіб) та за 272 км від другого за чисельністю населення міста у Киргизстані — Ош (200 тис осіб). Китайські фахівці стверджують, що гіпоцентр землетрусу розміщувався на глибині 10 км, натомість європейські та американські науковці заявили про глибину — 20 км. Приблизно за 20 хв. відбувся афтершок магнітудою 5,0 балів (за шкалою Ріхтера). Поштовхи відчули також мешканці Казахстану.

### 2025
13 квітня, о 07:24:03 (за київським часом), Головним центром спеціального контролю ДКАУ на території Таджикистану зафіксовано помірний (за шкалою інтенсивності МSK-64) землетрус магнітудою 5,8 балів (за шкалою Ріхтера). Епіцентр землетрусу знаходився на території Таджикистану, гіпоцентр залягав на глибині 19 км. Того ж дня, за даними EMSC, другий, сильно відчутний (за шкалою інтенсивності МSK-64) землетрус магнітудою 4,5 балів (за шкалою Ріхтера) було зафіксовано о 12:14 (за місцевим часом). Центр управління кризовими ситуаціями Комітету з надзвичайних ситуацій і цивільної оборони (КНС) при уряді Таджикистану повідомив, що внаслідок землетрусу було частково зруйновано 17 житлових будинків, розташованих поблизу епіцентрів підземних поштовхів.
19 квітня на кордоні Афганістану та Таджикистану стався помірний (за шкалою інтенсивності МSK-64) землетрус магнітудою 5,8 балів (за шкалою Ріхтера). За інформацією Німецького дослідного центру з геонауок (GFZ), підземні поштовхи були зафіксовані на глибині 92 км.